# Tabea Reulecke
Tabea Melanie Reulecke (Berlijn, 21 augustus 1981) is een Duits edelsmid, sieraadontwerper en docent. Zij woont en werkt in Idar-Oberstein.

## Leven en werk
Reulecke is opgeleid aan de Fachhochschule Trier in Idar-Oberstein (2002-2007) waar zij les had van onder anderen Theo Smeets. In 2005 volgde ze lessen aan het Sandberg Instituut te Amsterdam.
Reulecke reist veel en werkt met regelmaat in het buitenland. Zo was zij actief in onder anderen Australië, België, Brazilië, Chili, China, Estland en Thailand. Zij experimenteert graag met zowel materialen als technieken en past veel kleur toe in haar sieraden. Zij vindt haar inspiratie onder meer in het dierenrijk.
Sieraden van Reulecke zijn onder meer gepresenteerd door de ATTA Gallery, Galerie Aurum, Galerie Marzee, Galerie Wittenbrink en Mobilia Gallery. Ook deed Reulecke mee aan de edities van Op voorraad in München (2009), Taipei (2010) en Berlijn (2012).

## Werk in openbare collecties (selectie)
- CODA, Apeldoorn
- Galerie Marzee, Nijmegen
- Museum Angewandte Kunst, Frankfurt am Main
- Rijksmuseum Amsterdam

## Tentoonstellingen (selectie)
- Graduation Show 2007, Galerie Marzee, Nijmegen, 2007
- Cufflinks, Caroline Van Hoek, Brussel, 2009
- KORU 3, Imatra Art Museum, Imatra, 2009
- Schmuck 2009, München, 2009
- Beginning of the End, ATTA Gallery, Bangkok, 2012
- New Traditional Jewellery, Sieraad Art Fair (SAF), Westergasfabriek, Amsterdam, 2012
- Prince Charming & the Palace of Happiness, Villa Bengel, Idar-Oberstein, 2012
- Form und Farbenspiel – Neue Wege im Emailschmuck, Deutsches Goldschmiedehaus, Hanau, 2013
- Galerie Nouvelles Images, Den Haag, 2013
- Lucky 13, ATTA Gallery, Bangkok, 2013
- Papallona: la metàfora de la vida a la joieria contemporània, Museu de Ciències Naturals de Granollers, Granollers, 2013
- Feed me, ATTA Gallery, Bangkok, 2014
- Schmuck 2014, München, 2014
- Happy, Friends of Carlotta, Zürich, 2015
- Hide and Seek, Four, Göteborg, 2015
- Off the Wall, ATTA Gallery, Bangkok, 2016
- PAN, Amsterdam (Galerie Marzee), 2016
- Tabea Reulecke, jewellery and objects, Galerie Marzee, Nijmegen, 2016
- Met passie verzameld, met liefde geschonken, CODA, Apeldoorn, 2017
- Rockstars, Sieraad Art Fair (SAF), Westergasfabriek, Amsterdam, 2017
- Ruw & Rauw, CODA, Apeldoorn, 2018
- Zur rechten Zeit am rechten Ort. Tabea Reulecke – Stadtgoldschmiedin 2017, Deutsches Goldschmiedehaus, Hanau, 2018

## Prijzen
- Graduation Prize, Galerie Marzee, 2017
- Hanauer Stadtgoldschmiedin, 2017

## Publicaties over Reulecke
- Bizot, C. en Coleno, N. (2018) Bijoux Contemporains, Une Passion. Parijs: Regard. ISBN 9782841053636
- Sajet, P., Tebar, G.G. en Wild, J. (2013) Papallona: la metàfora de la vida a la joieria contemporània. Granollers: Museu de Ciències Naturals de Granollers. ISBN 9788487790713
- Smeets, T. (2014) Theo Smeets Bizuteria / jewellery. Legnica: Galeria Sztuki. ISBN 9788362534470

- Gemeinsame Normdatei: 142472395
- International Standard Name Identifier: 0000 0001 0132 9471
- RKD-Nederlands Instituut voor Kunstgeschiedenis: 464168
- Virtual International Authority File: 150874308
- WorldCat: E39PBJfGRQybqjPDK4YkdJyrv3